# Aponychus corpuzae
Aponychus corpuzae är en spindeldjursart som beskrevs av Rimando 1966. Aponychus corpuzae ingår i släktet Aponychus och familjen Tetranychidae. Inga underarter finns listade i Catalogue of Life.